# テトラヒドロメタノプテリン
テトラヒドロメタノプテリン（Tetrahydromethanopterin、H4MPT）は、メタン生成経路の補酵素の一つ。第1級炭素のキャリアであり、それを補酵素Mに転位させる前にメチル基に還元する。
テトラヒドロサルシノプテリン(H4SPT)は、H4MPTの修飾形で、2-ヒドロキシグルタル酸末端にグルタミル基が結合している。

## 第1級炭素の変換
N-ホルミルメタノフランは第1級炭素をプテリンのN5位に供与し、ホルミルH4MPTを与える。ホルミル基は続いて、分子内変換によってメテニルH4MPT+を与え、さらにメチレンH4MPTに還元される。メチレンH4MPTはさらに電子供与体であるH2F420を使うメチルH4MPT還元酵素によってメチルH4MPTに変換される。メチルH4MPTは補酵素Mへのメチル基供与体であり、補酵素Mメチル転位酵素によってこの反応は触媒される。

## テトラヒドロ葉酸との比較
H4MPTはテトラヒドロ葉酸(H4F)との関連性が大きいことが知られている。その違いは、図の赤と青で示してある。最も重要な違いは、テトラヒドロ葉酸が電子求引性のカルボニル基をフェニル環に持っていることである。結果、メテニルH4MPTの還元はメテニルH4Fより難しくなっている。還元は鉄-硫黄クラスターフリーヒドロゲナーゼによってもたらされる。名称が回りくどくなっているのは、鉄-硫黄クラスターを含むFeのみのヒドロゲナーゼとこのヒドロゲナーゼとを区別するためである。